# نوترکی
نوترکی، روستایی از توابع بخش مرکزی شهرستان اردل در استان چهارمحال و بختیاری است.

## جمعیت
این روستا در دهستان دیناران قرار دارد و براساس سرشماری مرکز آمار ایران در سال ۱۳۸۵، جمعیت آن ۱۲۹ نفر (۲۳خانوار) بوده‌است.

## اقوام
مردم روستای نوترکی از قوم لر و ایل بختیاری می‌باشند و به زبان لری با گویش بختیاری تکلم می‌کنند.

## طوایف بختیاری
اکثر طوایف روستای نوترکی از شاخه هفت لنگ شامل باب دینارانی شامل طایفه اورک و شامل تیره چهار بنیچه می‌باشند.